# Celtic League 2005-2006
La Celtic League 2005-06 fu la 5ª edizione della competizione transnazionale di rugby a 15 per club delle federazioni gallese, irlandese e scozzese.
Si tenne dal 2 settembre 2005 al 27 maggio 2006 tra 11 squadre con la formula a girone unico.
Come nella stagione precedente, ogni squadra ebbe due turni di riposo ma la neocostituita Celtic Rugby, società organizzatrice del torneo, introdusse una modifica al regolamento di punteggio, che prevedeva l'assegnazione in automatico di 4 punti in classifica alla squadra in occasione del turno di riposo per non fare apparire squilibrata la graduatoria nei confronti delle squadre con incontri ancora da disputare; alla fine del torneo, quindi, il punteggio di ogni squadra fu maggiorato di 8 punti.
Il torneo fu appannaggio dei nordirlandesi dell'Ulster, che vinsero all'ultima giornata dopo avere superato un turno prima il Leinster caduto a Cardiff e che terminò il torneo al secondo posto.
Il valore delle marcature, come stabilito dall’IRFB nel 1992, era: 5 punti per ciascuna meta (7 se trasformata), 3 punti per la realizzazione di ciascun calcio piazzato, idem per il drop.

## Squadre partecipanti
| Galles            | Irlanda  | Scozia           |
| ----------------- | -------- | ---------------- |
| Cardiff Rugby     | Connacht | Borders          |
| Llanelli Scarlets | Leinster | Edimburgo        |
| Newport G.D.      | Munster  | Glasgow Warriors |
| Ospreys           | Ulster   |                  |

## Risultati
|  | 1ª giornata          |       |
|  | -------------------- | ----- |
|  | Scarlets - Edimburgo | 15-21 |
|  | Munster - Borders    | 9-7   |
|  | Glasgow - Dragons    | 15-21 |
|  | Connacht - Cardiff   | 13-9  |
|  | Ospreys - Leinster   | 22-20 |
|  |                      |       |
|  | 4ª giornata          |       |
|  | Glasgow - Munster    | 32-10 |
|  | Borders - Ospreys    | 16-9  |
|  | Munster - Scarlets   | 14-13 |
|  | Connacht - Borders   | 15-17 |
|  | Dragons - Ulster     | 19-22 |
|  |                      |       |
|  | 7ª giornata          |       |
|  | Leinster - Cardiff   | 34-15 |
|  | Borders - Ulster     | 0-27  |
|  | Scarlets - Glasgow   | 24-20 |
|  | Ulster - Ospreys     | 12-20 |
|  | Cardiff - Munster    | 16-18 |
|  |                      |       |
|  | 10ª giornata         |       |
|  | Cardiff - Dragons    | 41-23 |
|  | Munster - Connacht   | 36-17 |
|  | Leinster - Munster   | 35-23 |
|  | Borders - Glasgow    | 24-13 |
|  | Connacht - Ulster    | 22-12 |
|  |                      |       |
|  | 13ª giornata         |       |
|  | Ulster - Scarlets    | 30-13 |
|  | Munster - Dragons    | 10-8  |
|  | Ospreys - Borders    | 22-18 |
|  | Edimburgo - Ulster   | 23-31 |
|  | Connacht - Scarlets  | 33-19 |
|  |                      |       |
|  | 16ª giornata         |       |
|  | Scarlets - Ospreys   | 30-17 |
|  | Dragons - Munster    | 23-17 |
|  | Edimburgo - Cardiff  | 10-21 |
|  | Borders - Leinster   | 34-35 |
|  | Ospreys - Glasgow    | 16-13 |
|  |                      |       |
|  | 19ª giornata         |       |
|  | Edimburgo - Scarlets | 35-18 |
|  | Cardiff - Connacht   | 30-12 |
|  | Leinster - Ospreys   | 38-21 |
|  | Connacht - Edimburgo | 16-22 |
|  | Ospreys - Munster    | 27-10 |
|  |                      |       |
|  | 22ª giornata         |       |
|  | Connacht - Glasgow   | 33-7  |
|  | Edimburgo - Leinster | 8-31  |
|  | Ospreys - Ulster     | 17-19 |
|  | Borders - Dragons    | 43-5  |
|  | Munster - Cardiff    | 37-8  |

|  | 2ª giornata          |       |
|  | -------------------- | ----- |
|  | Cardiff - Ulster     | 22-25 |
|  | Edimburgo - Connacht | 34-3  |
|  | Leinster - Glasgow   | 26-21 |
|  | Munster - Ospreys    | 37-10 |
|  | Borders - Scarlets   | 15-24 |
|  |                      |       |
|  | 5ª giornata          |       |
|  | Glasgow - Cardiff    | 23-28 |
|  | Edimburgo - Ospreys  | 24-18 |
|  | Edimburgo - Glasgow  | 28-12 |
|  | Connacht - Munster   | 19-44 |
|  | Leinster - Ulster    | 30-23 |
|  |                      |       |
|  | 8ª giornata          |       |
|  | Glasgow - Connacht   | 30-15 |
|  | Leinster - Edimburgo | 13-27 |
|  | Dragons - Borders    | 20-16 |
|  | Connacht - Leinster  | 9-21  |
|  | Munster - Ulster     | 17-20 |
|  |                      |       |
|  | 11ª giornata         |       |
|  | Dragons - Ospreys    | 24-14 |
|  | Scarlets - Cardiff   | 32-13 |
|  | Dragons - Connacht   | 27-19 |
|  | Ulster - Glasgow     | 25-23 |
|  | Scarlets - Leinster  | 20-18 |
|  |                      |       |
|  | 14ª giornata         |       |
|  | Munster - Glasgow    | 20-26 |
|  | Dragons - Leinster   | 31-18 |
|  | Cardiff - Ospreys    | 40-14 |
|  | Glasgow - Borders    | 8-20  |
|  | Ulster - Munster     | 37-3  |
|  |                      |       |
|  | 17ª giornata         |       |
|  | Leinster - Scarlets  | 30-22 |
|  | Connacht - Dragons   | 15-10 |
|  | Cardiff - Borders    | 46-11 |
|  | Glasgow - Ulster     | 18-27 |
|  | Munster - Edimburgo  | 36-15 |
|  |                      |       |
|  | 20ª giornata         |       |
|  | Ulster - Cardiff     | 26-17 |
|  | Scarlets - Borders   | 30-26 |
|  | Glasgow - Leinster   | 18-21 |
|  | Scarlets - Munster   | 18-6  |
|  | Connacht - Ospreys   | 16-44 |

|  | 3ª giornata         |       |
|  | ------------------- | ----- |
|  | Ospreys - Dragons   | 15-9  |
|  | Cardiff - Scarlets  | 20-16 |
|  | Leinster - Dragons  | 33-14 |
|  | Ulster - Edimburgo  | 30-23 |
|  | Scarlets - Connacht | 25-17 |
|  |                     |       |
|  | 6ª giornata         |       |
|  | Ulster - Connacht   | 36-10 |
|  | Borders - Edimburgo | 23-11 |
|  | Munster - Leinster  | 33-9  |
|  | Ospreys - Connacht  | 18-17 |
|  | Edimburgo - Dragons | 17-15 |
|  |                     |       |
|  | 9ª giornata         |       |
|  | Glasgow - Edimburgo | 46-6  |
|  | Ospreys - Cardiff   | 9-28  |
|  | Dragons - Scarlets  | 16-28 |
|  | Edimburgo - Borders | 30-25 |
|  | Ulster - Leinster   | 19-24 |
|  |                     |       |
|  | 12ª giornata        |       |
|  | Edimburgo - Munster | 17-18 |
|  | Borders - Cardiff   | 26-23 |
|  | Cardiff - Edimburgo | 9-13  |
|  | Glasgow - Ospreys   | 8-22  |
|  | Leinster - Borders  | 62-14 |
|  |                     |       |
|  | 15ª giornata        |       |
|  | Leinster - Connacht | 16-13 |
|  | Cardiff - Glasgow   | 31-3  |
|  | Borders - Connacht  | 9-11  |
|  | Ulster - Dragons    | 24-17 |
|  | Ospreys - Edimburgo | 24-17 |
|  |                     |       |
|  | 18ª giornata        |       |
|  | Ospreys - Scarlets  | 25-13 |
|  | Dragons - Cardiff   | 13-18 |
|  | Scarlets - Dragons  | 36-17 |
|  | Dragons - Glasgow   | 32-18 |
|  | Borders - Munster   | 25-41 |
|  |                     |       |
|  | 21ª giornata        |       |
|  | Glasgow - Scarlets  | 17-10 |
|  | Ulster - Borders    | 63-17 |
|  | Dragons - Edimburgo | 11-37 |
|  | Cardiff - Leinster  | 40-31 |
|  | Scarlets - Ulster   | 12-12 |

## Classifica
| Pos | Squadra           | G  | V  | N | P  | PF  | PS  | DP   | BMP | Pt |
| --- | ----------------- | -- | -- | - | -- | --- | --- | ---- | --- | -- |
| 1   | Ulster            | 20 | 15 | 1 | 4  | 510 | 347 | +163 | 13  | 75 |
| 2   | Leinster          | 20 | 14 | 0 | 6  | 545 | 427 | +118 | 18  | 74 |
| 3   | Munster           | 20 | 12 | 0 | 8  | 439 | 372 | +67  | 18  | 66 |
| 4   | Cardiff Rugby     | 20 | 11 | 0 | 9  | 475 | 389 | +86  | 19  | 63 |
| 5   | Edimburgo         | 20 | 11 | 0 | 9  | 418 | 415 | +3   | 16  | 60 |
| 6   | Llanelli Scarlets | 20 | 10 | 1 | 9  | 418 | 402 | +16  | 15  | 57 |
| 7   | Ospreys           | 20 | 11 | 0 | 9  | 381 | 409 | −28  | 11  | 55 |
| 8   | Newport G.D.      | 20 | 7  | 0 | 13 | 355 | 456 | −101 | 17  | 45 |
| 9   | Borders           | 20 | 7  | 0 | 13 | 386 | 501 | −115 | 16  | 44 |
| 10  | Connacht          | 20 | 6  | 0 | 14 | 325 | 466 | −141 | 13  | 37 |
| 11  | Glasgow Warriors  | 20 | 5  | 0 | 15 | 371 | 439 | −68  | 17  | 37 |

## Verdetti
- Ulster: Campione della Celtic League.
- Ulster, Leinster, Munster, Cardiff Rugby, Edimburgo, Llanelli Scarlets, Ospreys e Borders: qualificate alla Heineken Cup 2006-07.
- Newport G.D.: qualificata allo spareggio italo-celtico Heineken Cup.
- Connacht e Glasgow Warriors: qualificate alla Challenge Cup 2006-07